# FR F2
O FR F2 (em francês:  Fusil à Répétition modèle F2, em português:  Fuzil de Repetição modelo F2) é o fuzil de precisão padrão das Forças Armadas Francesas desde 1986. Ele foi projetado para atirar em alvos pontuais a distâncias de até 800 metros.

## História
Em agosto de 2018, um concurso foi lançado pelo governo francês para substituir o FR F2.
O FR F2 no Exército francês foi substituído pelo FN SCAR e pelo HK 417.

## Projeto
O FR-F2 é uma atualização do antigo fuzil de precisão FR F1. O cano do fuzil é protegido termicamente em uma parte considerável do cano por uma capa de polímero. O cano é de flutuação livre e equipado com um quebra-chamas. Ele utiliza uma configuração de bipé diferente de seu antecessor, produzida logo à frente do receptor. Estudos do GIAT levaram a um novo cano cônico de três ranhuras. O afunilamento do cano desde a área da garganta até os primeiros 100 mm do cano e na extremidade da boca reduziu o desgaste do cano causado pelos gases propulsores que passam pelo projétil no cano.
A trava de segurança manual do fuzil está localizada na parte traseira do gatilho.
Ele utiliza munição 7,62×51mm NATO e é equipado com mira telescópica. A padrão do exército francês é a APX L806, com compensação de queda de projétil calibrada para munição 7,62×51mm NATO, de 100 a 800 m em incrementos de 100 m, ou a SCROME J8 (Exército), a Nightforce NXS (Força Aérea) ou a Schmidt & Bender 6 x 42 mil-dot (Marinha). Miras de reserva na parte superior da proteção do cano são padrão em todos os fuzis F2.
O fuzil também é fornecido como parte do sistema de combate de infantaria FÉLIN, equipado com uma mira SAGEM Sword Sniper 3 em 1, que serve como mira telescópica, mira térmica e telêmetro a laser. O FR F2 utiliza o mesmo projeto básico do ferrolho do antigo fuzil de infantaria MAS-36. No entanto, a ação do ferrolho do MAS-36 foi extensivamente modificada e reforçada para reduzir a flexão, que prejudica a precisão, nos FR F1 e FR F2.

## Operadores
- França: Forças Armadas Francesas.[4]
- Estónia: Substituído pelo Sako TRG.[5]
- Lituânia: Forças Armadas da Lituânia.[6]

## Conflitos
- Guerra do Golfo
- Guerra do Afeganistão (2001–2021)
- Guerra Civil do Mali
- Operação Serval
- Guerra Russo-Ucraniana

## Galeria

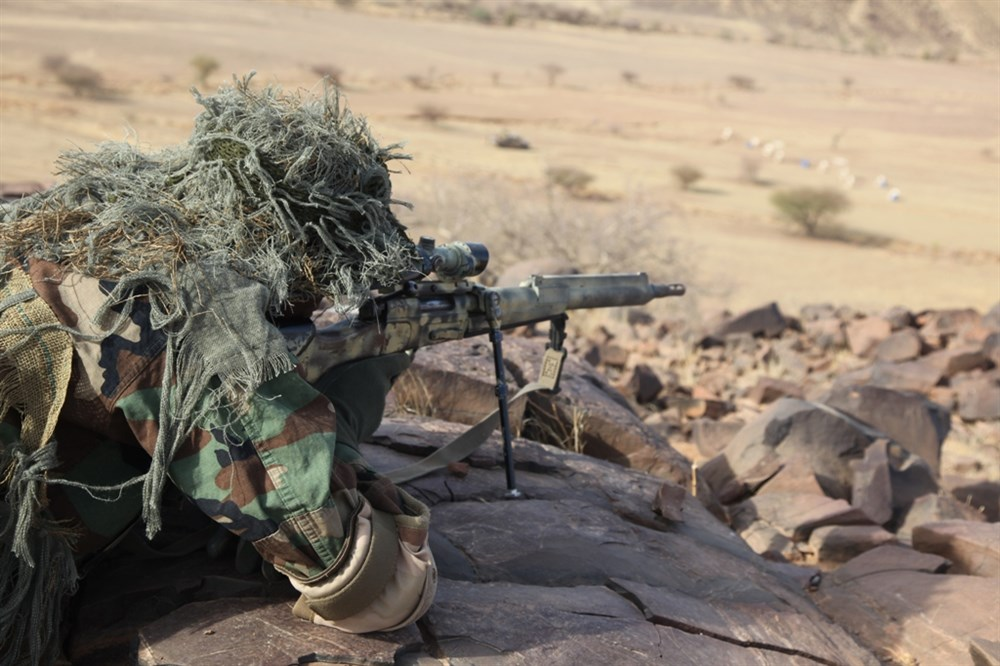
Atirador de elite senegalês com FR F2 durante o Flintlock 2013.
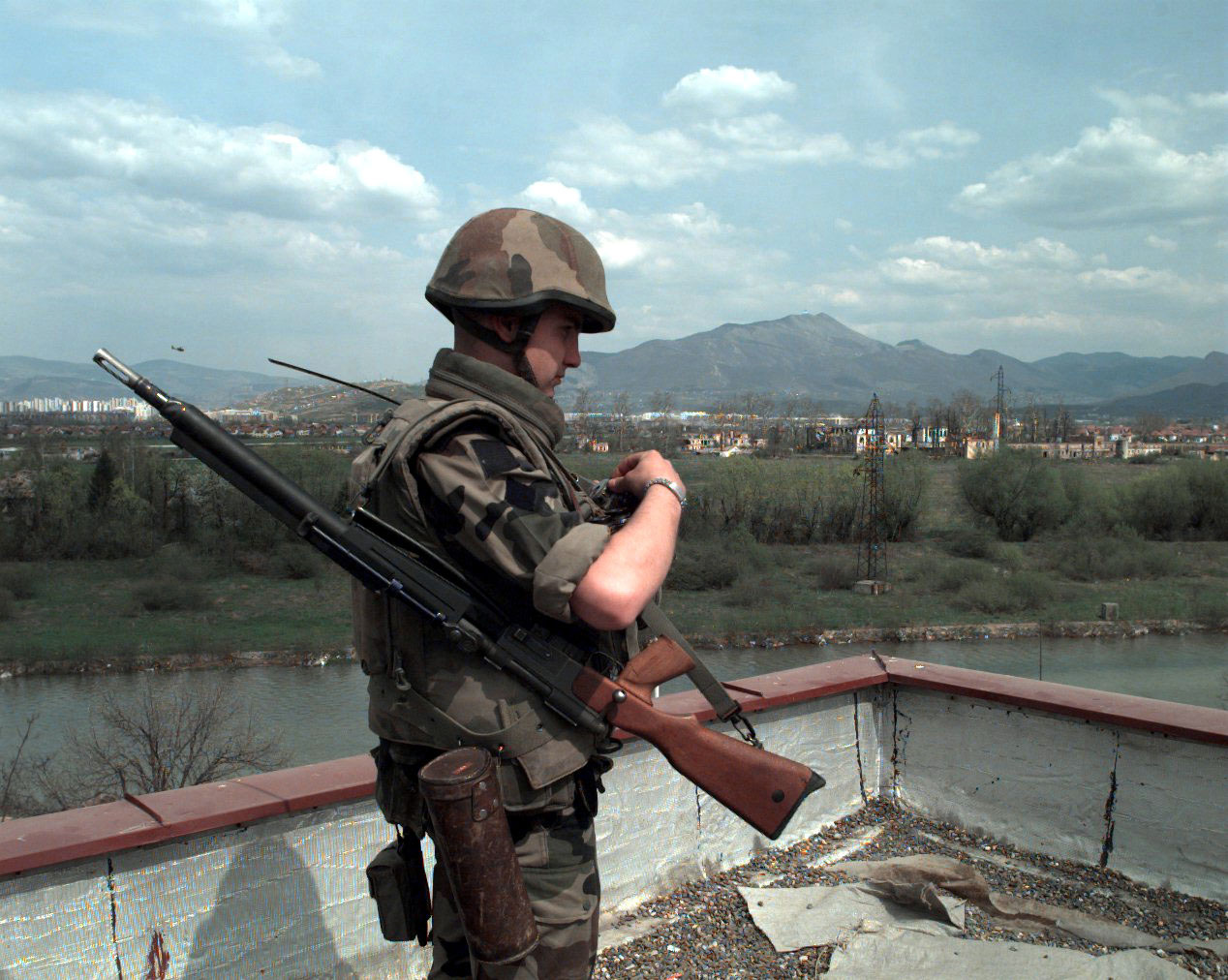
Soldado francês do Corpo de Reação Rápida montando guarda com um FR F2.
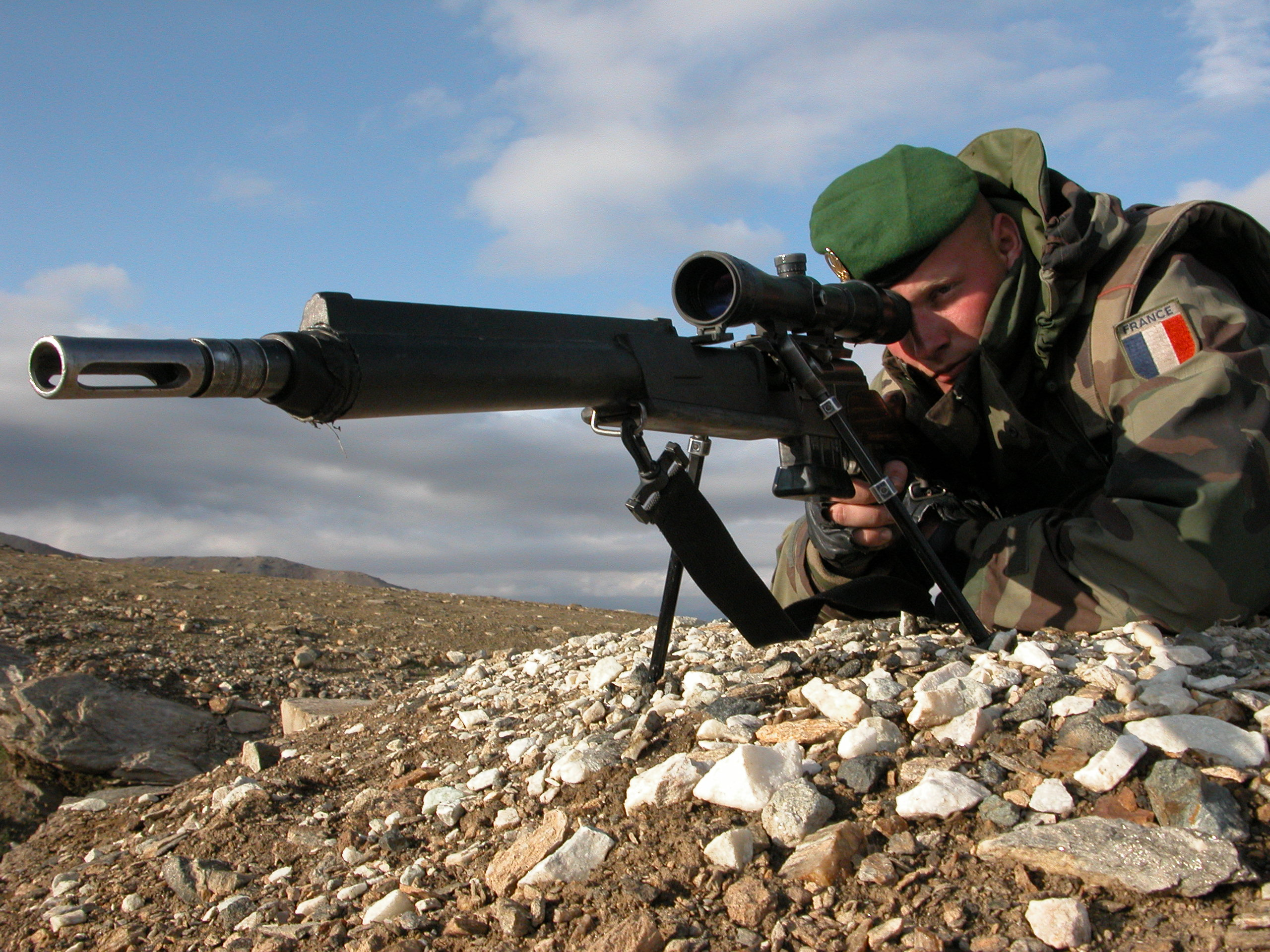
Soldado francês usando um FR F2 no Afeganistão.
Layout do retículo de uma mira telescópica SCROME J8.
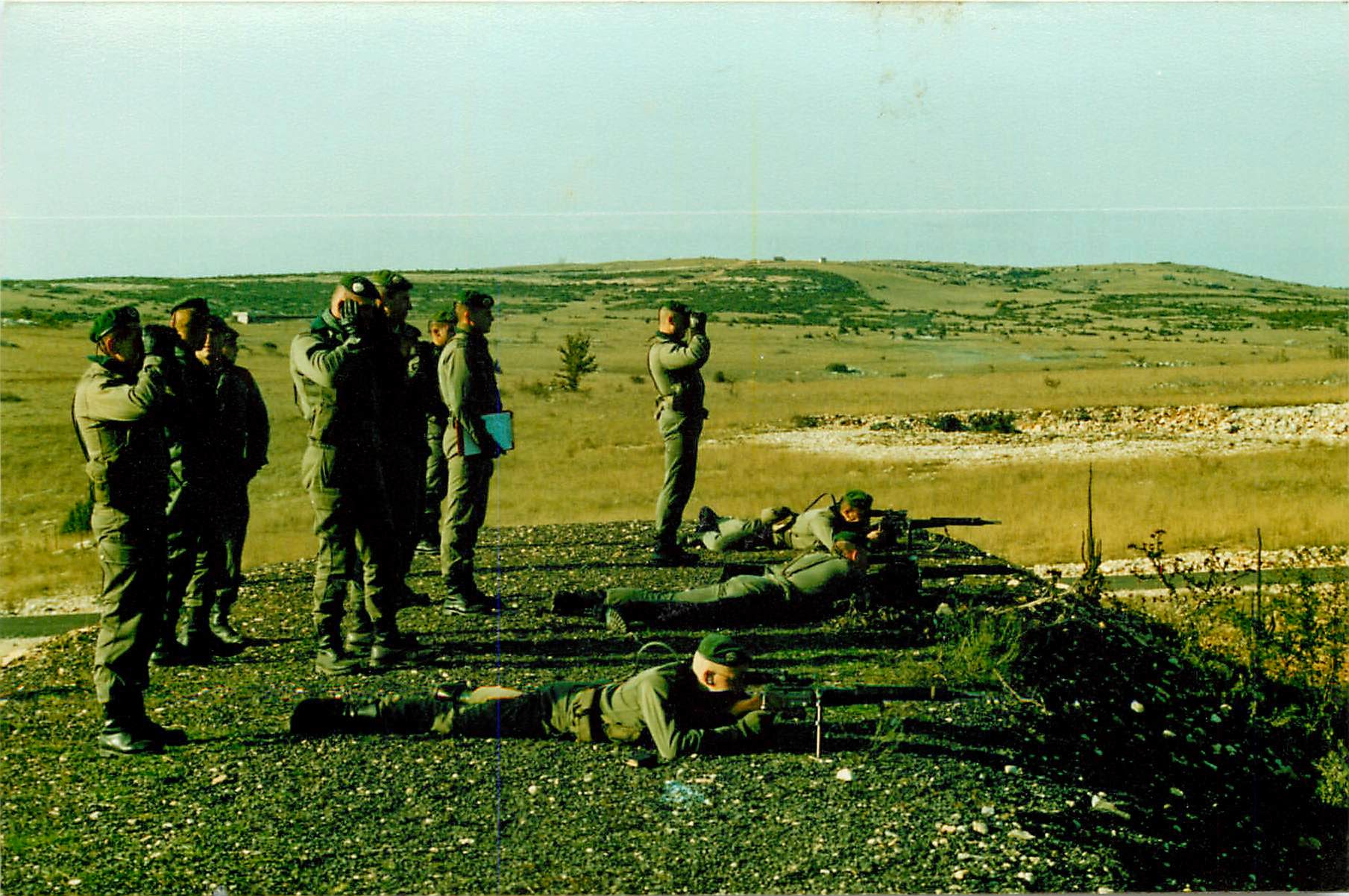
Exército Francês em local de treinamento usando FR F2.
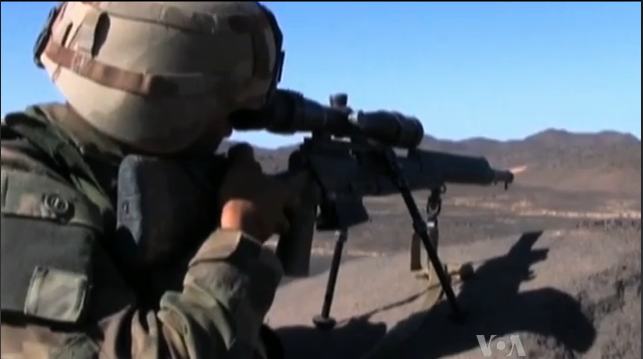
Atirador de elite com um FR F2 durante a Batalha de Ifoghas no Mali.